# Oxandrolon
Oxandrolon, der også betegnes Anavar, er et anabolt steroid, dvs. et muskelopbyggende testosteron-lignende stof, der er et udbredt dopingmiddel og meget anvendt af kvinder. Det kemiske navn for  oxandrolon er 17β-hydroxy-17α-methyl-2-oxa-5α-androstan-3-one (se strukturformlen).

## Kendte bivirkninger
Høje leverværdier, opkast, kvalme, diaré, nedsat testosteronproduktion (ved høje doser), søvnproblemer, humørsvingninger, øget kønsdrift, depression, øget eller nedsat appetit, og allergiske reaktioner.

## Eksterne links
- Anabole steroider (med kemiske navne). Anti Doping Danmark Arkiveret 16. november 2012 hos  Wayback Machine